# Manuel Ayxelà Tarrats
Manel Ayxelà Tarrats (Barcelona, 1913 - 1995) fou un dirigent esportiu català.
Va practicar l'atletisme, el futbol, l'hoquei i l'equitació, es va iniciar en la pràctica del tennis el 1929 en el Reial Club de Polo i el 1933 es va fer soci del Reial Club de Tennis Barcelona, on va jugar fins a veterans, categoria en la qual va ser campió d'Espanya el 1953. Els seus millors anys com a tennista, però, els va viure entre 1942 i 1960, quan era de primera categoria i va participar en tots els Campionats d'Espanya que es van disputar. Al marge de jugar en el Reial Club de Tennis Barcelona, també va entrar a la seva Junta Directiva, de la qual va arribar a ser el seu vicepresident, i el 1944 va ser nomenat president de la Federació Catalana de Tennis. Durant el seu mandat hi va haver una gran expansió del tennis a Catalunya amb un increment de les llicències i amb la creació de nous clubs i el 1953 va néixer el Trofeu Comte de Godó. També va actuar com a àrbitre internacional en moltes ocasions, entre elles diverses eliminatòries de la Copa Davis al Reial Club de Tennis Barcelona com la històrica del mes d'agost de 1965 en què l'equip espanyol format per Manuel Santana, Josep Lluís Arilla, Joan Gisbert i Manuel Couder, amb Jaume Bartrolí com a capità, va guanyar per 4-1 als Estats Units a les semifinals interzonals camí de la final. Va rebre la medalla d'or i brillants del Reial Club de Tennis Barcelona i la medalla Forjadors de la Història Esportiva de Catalunya el 1987.